# Alexandre I d'Escòcia
Alexandre I d'Escòcia en gaèlic escocès Alasdair mac Mhaol Chaluim (Dunfermline 1078 – Stirling 23 d'abril de 1124) fou rei d'Escòcia dit el Ferotge, fill de Malcolm III. S'instal·là al nord del riu Forth i deixà la resta del país al seu germà David. El normand Turgot fou nomenat per ell bisbe de Saint Andrews, i el posà sota la jurisdicció del bisbat de York. També va introduir a la cort alguns nobles normands, com Alan Fitzflaald (mort el 1114) i introduí com a organització una Curia Regis sobre model normand amb un justiciar (president de justícia), un cancelliere, un constable (governador), un marshal (magistrat), un steward (intendent) i un chamberlain (camarlenc), un Consell Reial format pels consellers ordinaris, i un Gran Consell compost per capellans, vassalls i funcionaris. Als principals castells reials, al voltant dels quals s'ampliaren els comtats escocesos, s'infeudaren serfs i els cediren poder militar i fiscal. El sistema judicial celta fou substituït pel del jurat anglès, i la corona reservà la justícia a magistrats reials que feien inspeccions regulars.
També es nomenaren sheriffs reials per governar els negocis militars i fiscals als territoris on hi havia castells del rei, tot i que als jutges celtes se'ls permetia exercir. Endemés, als Highlands i a Galloway, els celtes hi conservaven l'antic patriarcat i l'organització familiar gentilícia.